# Hovgaard Islands
Die Hovgaard Islands (deutsch Hovgaard-Inseln) sind eine unbewohnte Inselgruppe in der Kitikmeot-Region des kanadischen Territoriums Nunavut.

## Geographie
Sie liegen 17 Kilometer südöstlich von Gjoa Haven im westlichen Teil des Rasmussen Basins. King William Island ist 14, Ogle Point auf der Adelaide-Halbinsel etwa 17,5 km entfernt. 18 Kilometer nordöstlich liegt Astrup Island. Die Inselgruppe besteht aus drei größeren und einigen kleineren Inseln. Die drei größeren sind lang gestreckt und parallel zur Küste von King William Island in Südwest-Nordost-Richtung orientiert. Hauptinsel ist Aqitqiqtuun Island mit 6,06 km² im Nordosten (Lage), zweitgrößte eine unbenannte Insel wenige Meter südlich der Hauptinsel mit 2,03 km² (Lage), sowie die dritte mit 1,99 km² Aqitgian Island (Lage) im Südwesten.
Die höchste Erhebung der Inselgruppe liegt im Südwesten von Aqitgian Island (mehr als 30 Meter, jedoch unter 40 Meter). Die anderen beiden Hauptinseln erheben sich an mehreren Stellen über 10 Meter, erreichen jedoch nirgends 20 Meter Höhe.

## Geschichte
Die Inseln und die umliegenden Gewässer waren vor der Ankunft von Europäern wegen ihres Reichtums an Meeressäugern und Karibus bereits beliebte Jagdgründe der einheimischen Inuit. 1903 erreichte Roald Amundsen die Gegend auf seiner Fahrt durch die Nordwestpassage mit der Gjøa und überwinterte im Schutz der Hovgaard-Inseln zweimal in Gjøahavn (heute Gjoa Haven). Zwei Mitglieder seiner Expedition, Godfred Hansen und Peder Ristvedt, besuchten die Inselgruppe im März 1904 und nahmen ihre erste Vermessung vor. Ihren Namen trägt sie zu Ehren des dänischen Marineoffiziers und Polarforschers Andreas Peter Hovgaard. Er hatte in den Jahren 1878 bis 1880 Adolf Erik Nordenskiöld auf dessen Fahrt durch die Nordostpassage mit der Vega als Leutnant begleitet und später selbst eine Expedition in die Karasee geleitet.